# Biblioteca Pedagógica Eudoro Díaz

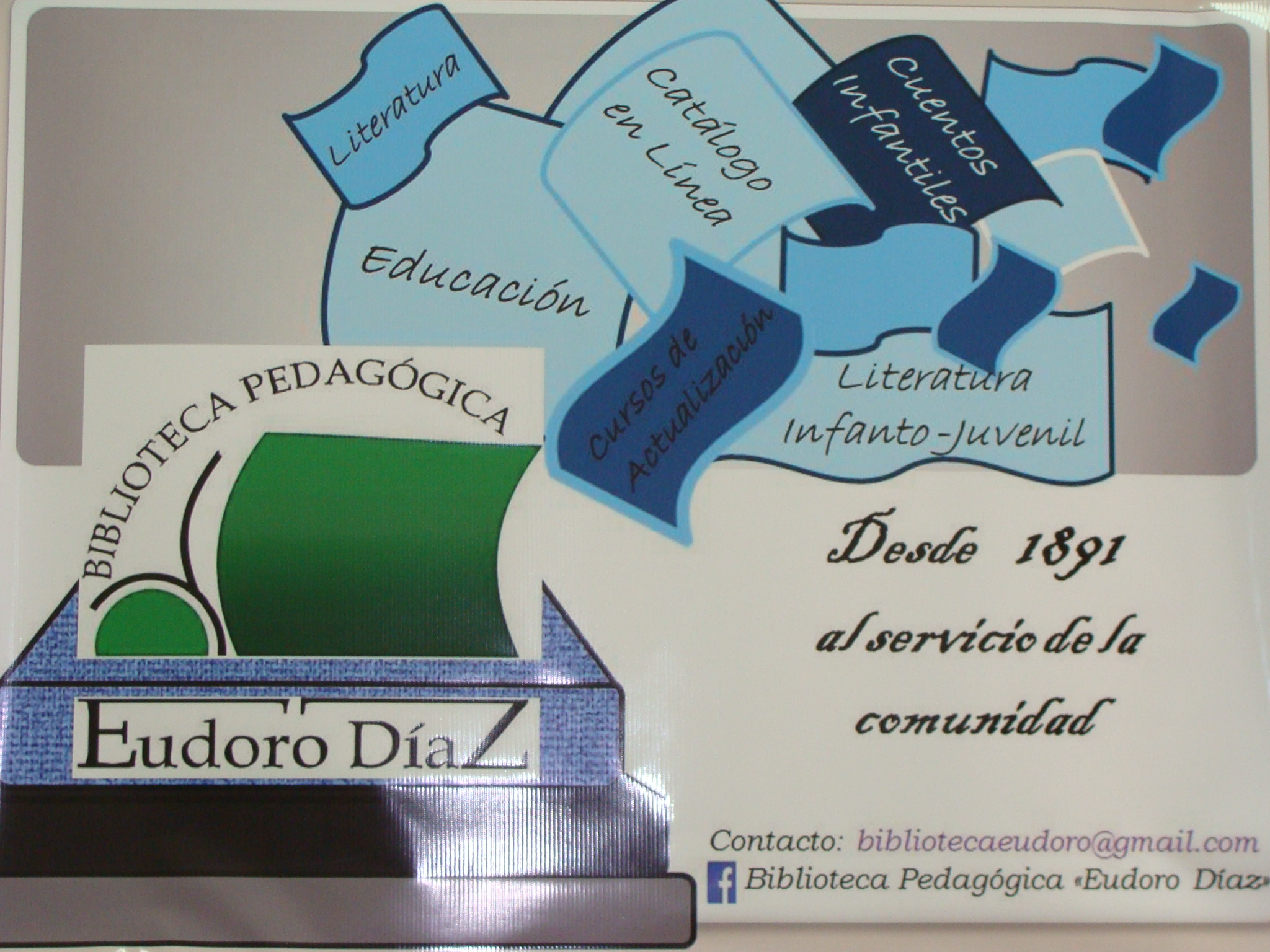
Estandarte o pancarta institucional de la Biblioteca Pedagógica Eudoro Díaz, "Desde 1891 al servicio de la comunidad".

La Biblioteca Pedagógica “Eudoro Díaz” ubicada en la ciudad de Rosario, Argentina, fue fundada el 11 de septiembre de 1891 (133 años). Es una institución pública de la provincia de Santa Fe, con orientación pedagógica, dependiente del Ministerio Provincial de Educación.
Se especializa en el área educativa, y cuenta también con una colección que abarca una colección de tipo general. Posee un fondo documental de aproximadamente 40000 volúmenes bibliográficos, y una hemeroteca con más de 500 títulos. Además cuenta con una colección audiovisual de más 600 ítems con recursos en distintos formatos entre ellos: CD, DVD y VHS.

## Historia institucional
La Biblioteca Pedagógica fue inaugurada en la ciudad de Rosario por el maestro e inspector de escuelas Eudoro Díaz, el 11 de septiembre de 1891, en homenaje a Domingo Faustino Sarmiento. Funcionó en la Escuela de Varones N° 11, calle Rioja 267. Don Eudoro visualizó una biblioteca pedagógica basándose en la filosofía de Benjamín Franklin de democratizar el conocimiento. Es por ello, que para su creación, solicitó la donación de cuatro libros a cada docente, y el inspector encabezó las donaciones con 200 libros de su recurso privado, de este modo logró reunir un fondo inicial de 700 volúmenes, y cada maestro vio así multiplicarse su capital intelectual.
En el año 1925 se trasladó a una Sala de la Dirección de Inspección de Escuelas, en calle San Lorenzo 1067, de Rosario. En este mismo año recibió la primera subvención municipal, que posibilitó anexar la Sección Infantil y el Taller de Encuadernación. Se denominó a partir de esa fecha “Biblioteca Pedagógica e Infantil”. 

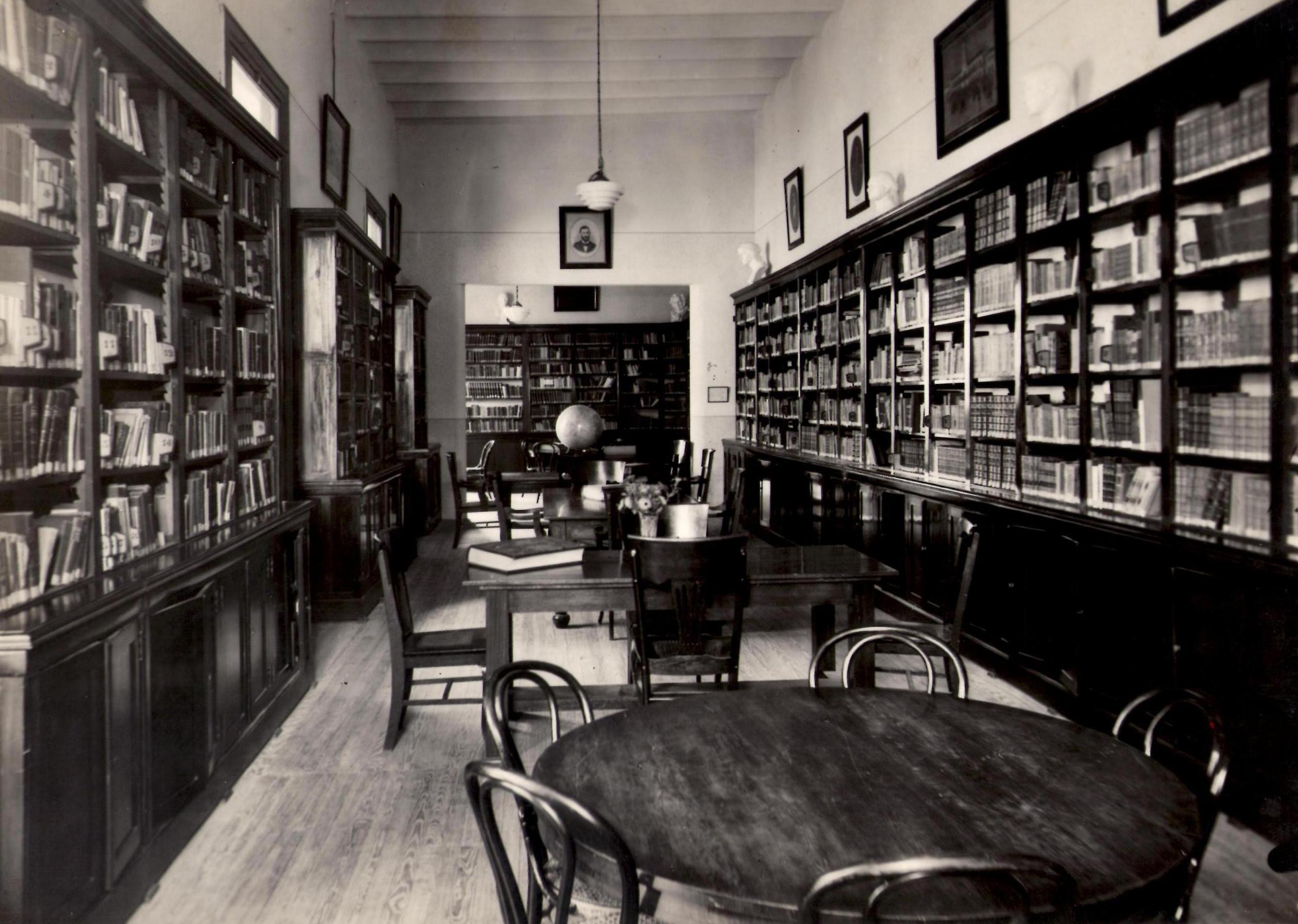
Local de calle 9 de julio de 1247, Rosario.

En 1941, año en que se conmemoró su cincuentenario, en honor a su fundador se designó “Biblioteca Pedagógica e Infantil Eudoro Díaz”. En ese momento la colección de la Biblioteca alcanzaba los 17.000 volúmenes, distribuidos en 22 secciones. Este gran crecimiento requirió una ampliación y un mayor espacio, que se solucionó con el traslado a un local propio en el año 1942, sito en calle 9 de julio de 1247. Allí funcionó durante cuarenta años.
A partir de 1951 pasó a denominarse “Biblioteca Provincial Eudoro Díaz” y comenzó a depender de la Academia Provincial de Cultura.
En 1953 fue reconocida por la Comisión Nacional de Bibliotecas Populares (CONABIP) como biblioteca popular, y recibió su protección bajo el número 442. 
Desde 1957 cuenta con el apoyo de la "Asociación Amigos de la Biblioteca Pedagógica", asociación civil sin fines de lucro, que trabaja y colabora con las acciones diarias de la biblioteca.
El 12 de marzo de 1981 se dispuso su traslado al edificio perteneciente a la Biblioteca “Constancio C. Vigil”, ubicado en calle Alem 3078, donde comenzó una nueva etapa de trabajo que duró más de 30 años.
Desde 1998 forma parte de la Red Nacional de Bibliotecas Pedagógicas, liderada por la Biblioteca Nacional de Maestros. De la cual recibe actualización pedagógica en libros y otros soportes y equipamiento para convertir a la institución en un centro multimedia.

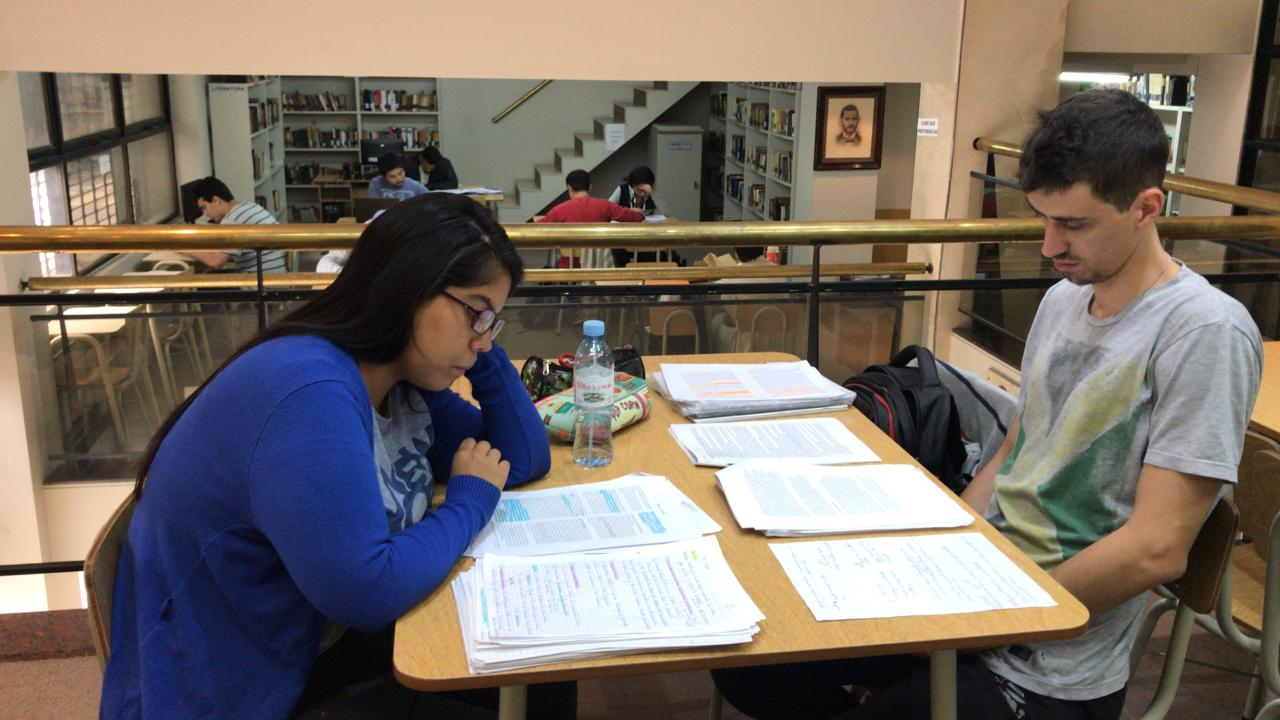
Usuarios en la sala de lectura

Después de haber funcionado casi 32 años en el barrio Tablada, entre diciembre de 2013 y abril de 2015, la Biblioteca atravesó una etapa de transición e incertidumbre. En este período se luchó por conseguir un edificio propio, mientras que el acervo bibliográfico y gran parte del mobiliario estuvo depositado en la Regional VI del Ministerio de Educación de Santa Fe.
Durante el año 2014 el personal de la Biblioteca se desempeñó dentro de Zona de aprendizajes (enlace roto disponible en Internet Archive; véase el historial, la primera versión y la última).. 
Allí se trabajó en la elaboración de nuevos proyectos pedagógicos, entre los cuales se destacan el relevamiento en bibliotecas de escuelas públicas de Rosario de nivel primario y secundario.

## Biografía de Eudoro Díaz

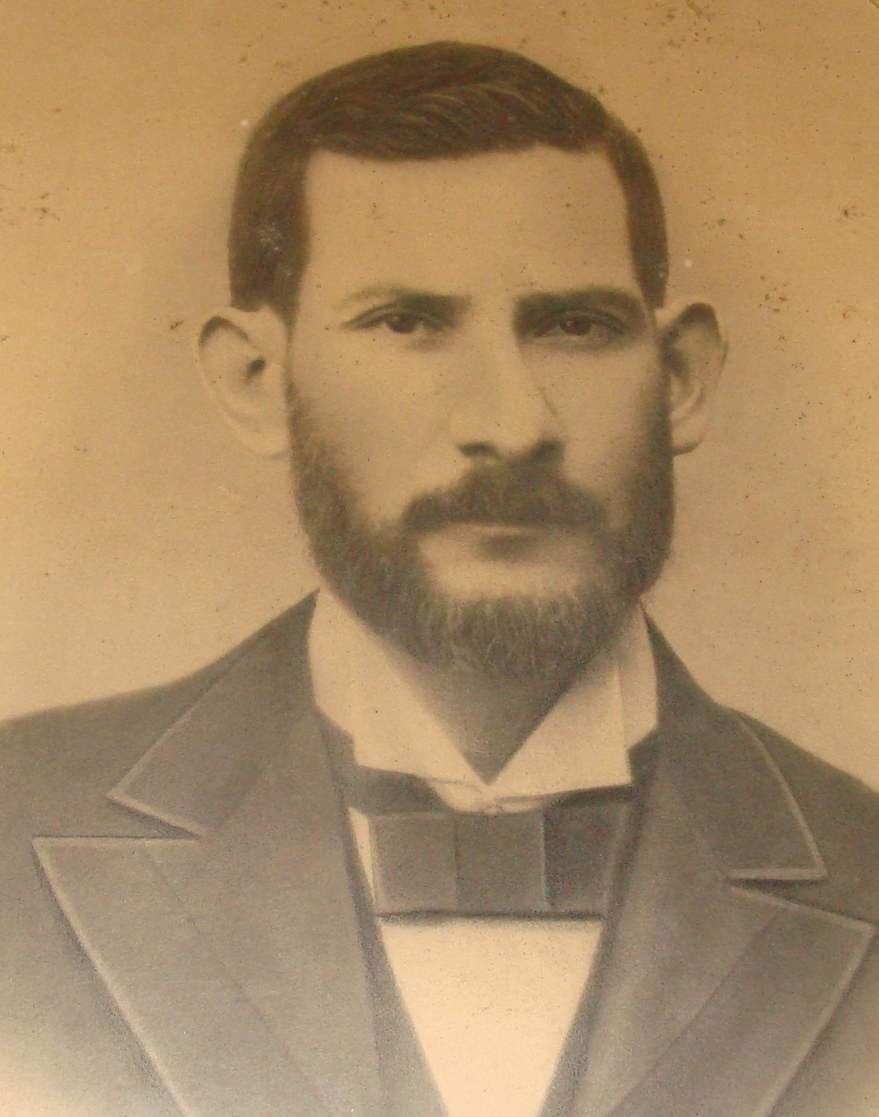
Eudoro Díaz (Tucumán, 19 de agosto de 1858 - Rosario, 29 de abril de 1896).

Eudoro Díaz (Tucumán, 19 de agosto de 1858 - Rosario, 29 de abril de 1896) nació en la provincia de Tucumán el 19 de agosto de 1858, su padre fue don Bartolomé Díaz y su madre doña Catalina Helguera. Realizó la escuela primaria en su ciudad de origen, e ingresó a la escuela secundaria pero por razones económicas no pudo terminar allí sus estudios. Eudoro debió trabajar desde muy joven, pasando dos años en Córdoba como dependiente en un almacén perteneciente a su tío. 
En el año 1874 llegó a Rosario con dieciséis años. También en dicha ciudad, se desempeñó como almacenero y retomó sus estudios en el Colegio Nacional N°1. Fue designado celador en ese colegio donde en 1876 concluyó sus estudios becado, aprobando en un solo y brillante examen los tres años finales.

### Carrera docente
Entre 1879-1880 ejerció el cargo de bibliotecario en el Colegio Nacional N°1. A partir de 1880 comenzó a trabajar  dictando clases como auxiliar. Ejerció la función docente durante dieciséis años, fue catedrático, Vicerrector y Rector del Colegio Nacional N.º 1 de Rosario. En 1885 fue designado Inspector de las Escuelas Provinciales y Particulares de la Segunda Circunscripción, cargo que ocupó hasta abril de 1896, fecha de su fallecimiento.
En 1891 con la cooperación de maestros, fundó la primera biblioteca especializada en pedagogía dedicada a la formación de los maestros. Sus palabras en el discurso inaugural de la Biblioteca Pedagógica  “…Breves días han bastado para que pocos maestros, ayudados por otro escaso número de personas, reúnan aquí 700 volúmenes de obras pedagógicas y en su mayor parte, es decir que cada maestro que ha depositado aquí cuatro volúmenes, ha visto multiplicarse repentinamente su capital intelectual por ciento setenta y cinco. ¿Qué negocio honesto proporciona tan abultada ganancia?…”. La fundación de la Biblioteca Pedagógica fue un hito importante en la vida de Eudoro. En el año 1892 con el apoyo del gobierno de la provincia  de Santa Fe fundó la Escuela Normal Provincial, hoy denominada Escuela Normal Superior N.º 2 Provincial N.º 35 “Juan María Gutiérrez”.

### Tarea periodística
Se inició en  1887, y la desarrolló en forma paralela con su función docente. Colaboró en diferentes diarios como “El Independiente”; “El Mensajero” y “El Municipio”. En  fundó el diario “El Autonomista” en 1883 .
En el 1891 fundó la “Revista Escolar del Rosario de Santa Fe” de carácter pedagógico y literario, destinada al intercambio de conocimientos y experiencias en el arte de enseñar, y a la difusión de  la evolución del pensamiento docente y el establecimiento de vínculos entre maestros.

### Actuación política
Durante cuatro años fue edil de la ciudad de Rosario (1891, 1894, 1895 y 1896), y siendo presidente del Concejo Deliberante le correspondió ocupar el cargo de Intendente Interino. En los comicios del 8 de marzo de 1896 quedó consagrado en la Senaduría Provincial por el departamento de Garay, no obstante no pudo ocupar dicho cargo porque su fallecimiento se produjo el mismo día en que se comunicaba la aprobación de su diploma. El gobierno de la provincia de Santa Fe le otorgó honores de Senador tras su muerte.
Eudoro Díaz fue un ejemplo de su generación: activo y visionario, contagió sus pasiones y actuó impulsado por la idea de que la educación popular es un factor decisivo de progreso y movilidad social.

## Presente

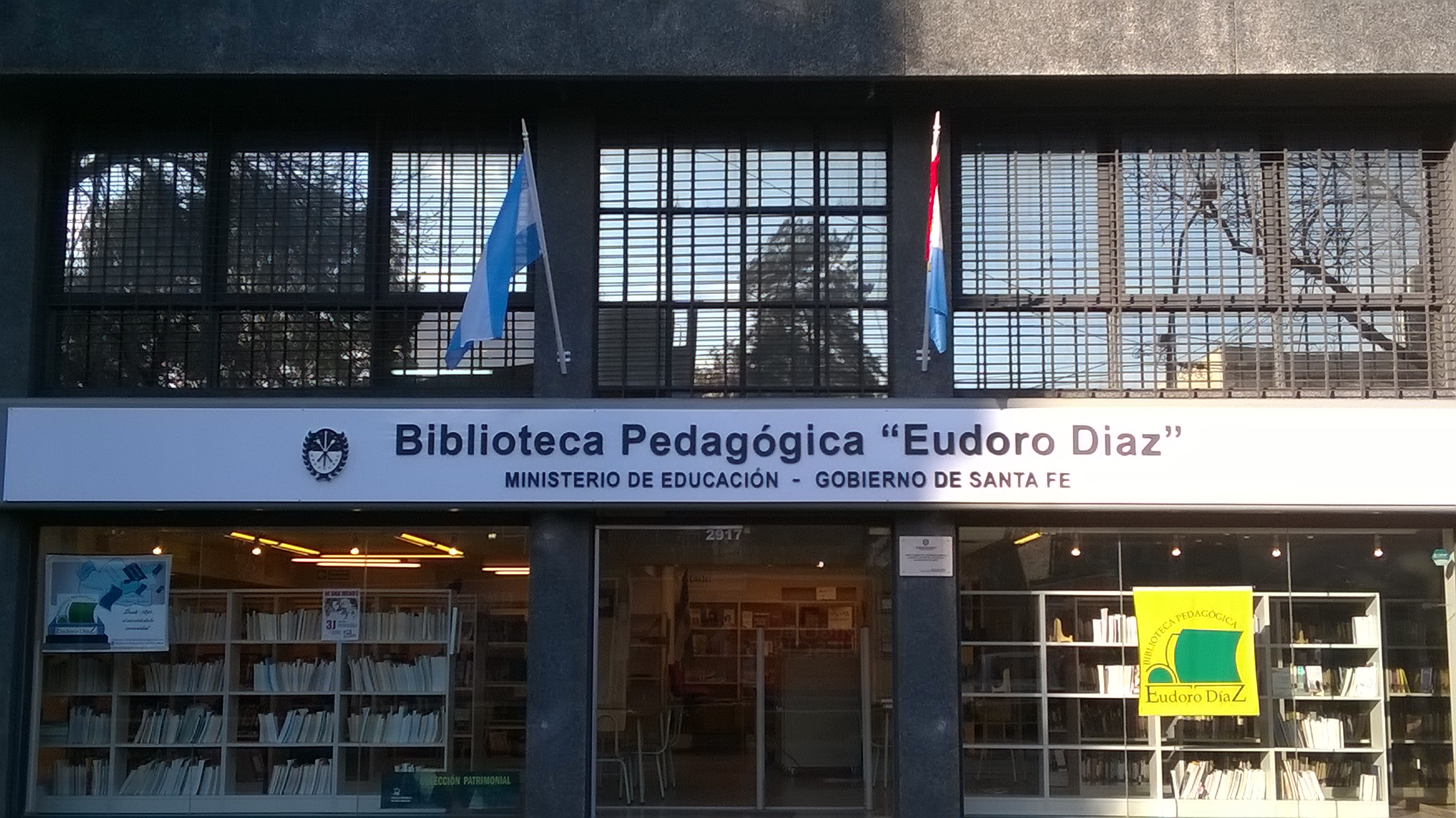
Biblioteca Pedagógica Eudoro Díaz, nuevo local Santa Fe 2917, Rosario

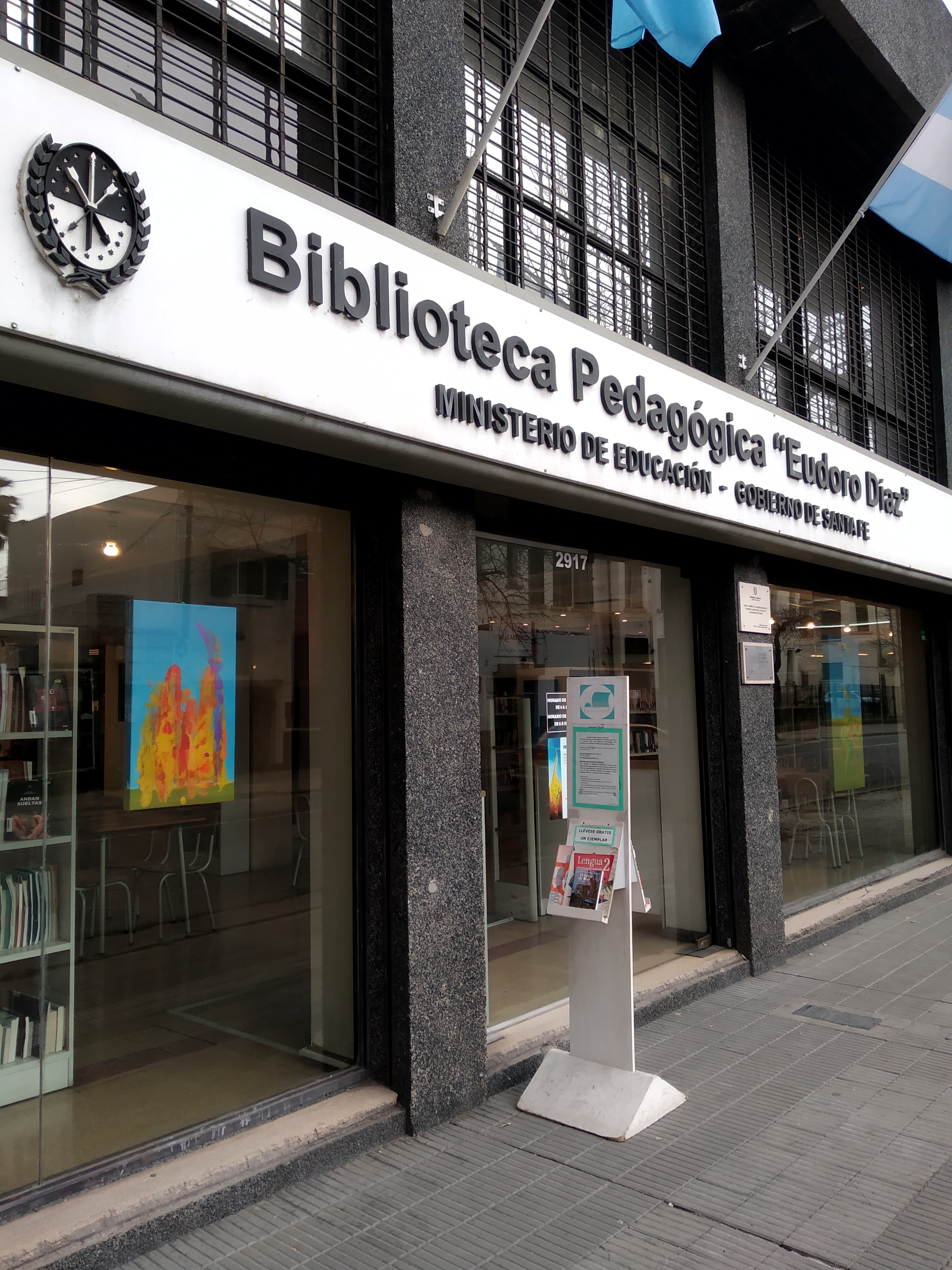
Fachada Biblioteca Pedagógica Eudoro Díaz

En la actualidad depende del Ministerio de Educación de Santa Fe y es conocida como “Biblioteca Pedagógica Provincial Eudoro Díaz Nº 4802”.
El 29 de mayo de 2015 se realizó un acto formal por la presentación  del nuevo local ubicado en la calle Santa Fe 2917 de la ciudad de Rosario. El edificio de la biblioteca cuenta con un espacio amplio y moderno de 700 m², que permite la realización de muestras, exhibiciones, talleres y capacitaciones. Posee: salas de lectura, sala infantil, sala de encuadernación, sala técnica, archivo institucional, hemeroteca y auditorio.
En consonancia con las necesidades actuales, la institución incorporó a su patrimonio nuevo mobiliario, tecnologías para la comunicación y la información y material bibliográfico actualizado. 

### Servicios

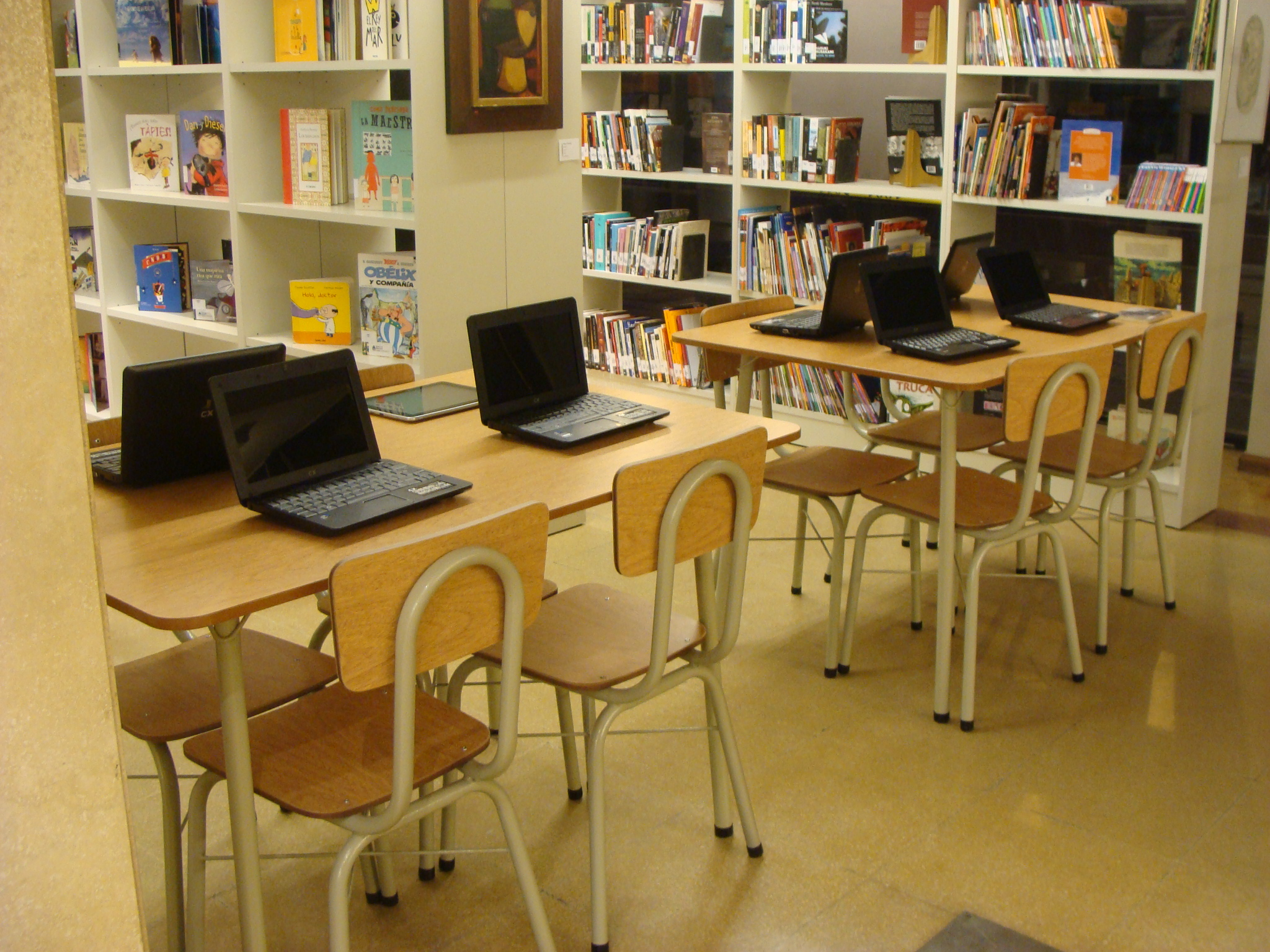
Biblioteca Pedagógica Eudoro Díaz, nuevo local Santa Fe 2917, Rosario.

La Biblioteca Pedagógica ofrece los siguientes servicios a sus usuarios: 
- Referencia
- Consulta en Salas de Lectura
- Hemeroteca
- Catálogo manual y automatizado
- Préstamo a domicilio
- Préstamo interbibliotecario
- Reserva de material
- Desiderata
- Servicios de Internet y Wi-Fi
- Reprografía, Digitalización e impresión
- Formación de Usuarios
- Extensión cultural
- Práctica Profesionalizante.[12]